# Shadowrocket
Shadowrocket是一款iOS的代理工具类应用程序，由Shadow Launch Technology Limited发布。由于其图标为火箭形状，也被称作小火箭。

## 特性
Shadowrocket在协议上支持Shadowsocks以及ShadowsocksR等，路由上提供配置模式、代理模式、直連模式和場景模式。

## 事件
2017年7月底，苹果公司于中国大陸区App Store内移除了包括Shadowrocket在内的数十个VPN应用。
2020年7月28日，湖南省常德市津市市公安通过其微信公众号称，网安大队民警发现一居民陈自2019年2月起利用其购买的Shadowrocket「接入境外网络并浏览境外色情网站」，认定陈的行为属于「建立非法信道进行国际联网」，对其进行了警告处罚。
2021年12月，银川市金凤区公安分局网安大队民警发现一网民使用手机通过Shadowrocket软件注册并使用Gmail，给予警告并处罚款。

## 反响
中央社报道称，Shadowrocket被称为「翻牆神器」。《流動日報》评价称，Shadowrocket作为iOS平台最热门的Shadowsocks客户端，较免费的Wingy速度更快。
Shadowrocket是App Store美国区2023年iPhone应用程序付费排行榜的第二名，仅次于Procreate；同时也是App Store香港2020年、台湾2023年和2024年iPhone应用程序付费排行榜的第一名。